# Антикомунизам
Антикомунизам је заједнички назив за идеологије, групе, организације или појединце које карактерише супротстављање комунизму или бољшевизму, било као идеологији, било као политичкој пракси.
Антикомунизам је политички став непријатељства према комунизму.
Иако сам израз "комунизам" има релативно дугу историју и пре појаве Манифеста комунистичке партије, антикомунизам се првенствено односи на противљење бољшевичком социјализму тј. марксизму-лењинизму, односно на облике комунизма који од њега воде порекло. Почео се користити од 1918. године када је тадашња Руска социјалдемократска радничка партија (бољшевика) променила име у Руска комунистичка партија.
За антикомунизам је карактеристично да његови представници обично долазе са десне стране политичког спектра, што може укључивати широк опсег политичких идеологија, од радикалних фашиста и националсоцијалиста (нациста), преко релативно умерених заговорника конзервативних и либералних идеја, па све до следбеника тзв. западног модела социјалдемократије. С обзиром да комунизам нема позитиван став према религији, већина верника свих вера су антикомунисти или су пак хришћански комунисти и религијски комунисти; због комунистичког инсистирања на републиканству антикомунизам такође представља карактеристику монархиста; зависно о околностима, антикомунисти могу бити и националисти којима је политички најближи национал-комунизам. Антикомунизам односно антимарксизам и антибољшевизам, иако прилично ретко, може долазити и са леве стране политичког спектра, а за шта као пример могу послужити анархисти.
Антикомунизам је након стварања прве комунистичке државе - СССР-а - представљао један од темеља како спољне, тако и унутрашње политике многих држава, а што се често одражавало како кроз оружане сукобе, односно унутрашњу репресију која је као циљ или оправдање имала сузбијање комунизма. То је свој врхунац достигло у Хладном рату, када је антикомунизам представљао неслужбену идеологију западног света тј. капиталистичког друштвено-политичког поретка у Западном блоку и остатку капиталистичког света, односно у схватању да се комунизам мора зауставити и поразити чак и по цену нуклеарне апокалипсе. Такву политику највише су заговарале САД, Уједињено Краљевство, Канада, Аустралија и Западна Немачка. Завршетком Хладног рата, односно пропашћу најјаче комунистичке државе Савеза Совјетских Социјалистичких Република (СССР-а) и трансформацијом водећих комунистичких партија у транзиционим државама Европе тј. трансформацијом у „реформисане“, односно социјалдемократске политичке странке, антикомунизам је углавном изгубио на својој релевантности; изузетак представљају Сједињене Америчке Државе (САД) које гуше постојеће комунистичке партије и сваку појаву обнове комунизма у свету, као и поједине државе Европске уније, Европског континента, Азије, Африке и Латинске Америке које се граниче са преосталим комунистичким државама. У неким државама попут: Пољске, Мађарске, Литваније, Летоније, Украјине, Грузије, Индонезије итд, ширење комунизма је законски забрањено као и употреба комунистичких симбола осим у научно-образовне сврхе или као породични предмети од сентименталног значаја.